# Episodi di Emma una strega da favola (seconda stagione)
La seconda stagione della serie televisiva Emma una strega da favola è andata in onda negli Stati Uniti d'America dal 7 luglio all'8 agosto 2014 su Nickelodeon. Il 4 agosto 2014 è andato in onda un episodio speciale intitolato Once Upon a Spell, che riassume i precedenti e dà alcune anticipazioni degli episodi successivi, non trasmesso in Italia.
In Italia i primi due episodi sono stati trasmessi in esclusiva il 14 febbraio 2015 su Boing, dove la serie è partita regolarmente il 2 marzo 2015 e si è conclusa il 2 aprile 2015.
| nº | Titolo originale                 | Titolo italiano            | Prima TV USA   | Prima TV Italia  |
| -- | -------------------------------- | -------------------------- | -------------- | ---------------- |
| 1  | Jax of Hearts                    | Il nuovo studente          | 7 luglio 2014  | 14 febbraio 2015 |
| 2  | Runaway Witch                    | Il Concilio delle Streghe  | 8 luglio 2014  | 14 febbraio 2015 |
| 3  | Love Pie Redux                   | L'incantesimo d'amore      | 9 luglio 2014  | 4 marzo 2015     |
| 4  | Powers by Proxy                  | Maddie e i poteri di Diego | 10 luglio 2014 | 5 marzo 2015     |
| 5  | The Fool Moon                    | Matrimonio scongiurato     | 11 luglio 2014 | 6 marzo 2015     |
| 6  | Daniel Who?                      | Daniel chi?                | 14 luglio 2014 | 9 marzo 2015     |
| 7  | No Can Do                        | Incantesimi di libertà     | 15 luglio 2014 | 10 marzo 2015    |
| 8  | Werewolves in Siberia            | Un salto in Siberia        | 16 luglio 2014 | 11 marzo 2015    |
| 9  | The No-Sleep Sleepover           | Pigiama party              | 18 luglio 2014 | 12 marzo 2015    |
| 10 | Outta Hand                       | Emma in punizione          | 21 luglio 2014 | 13 marzo 2015    |
| 11 | Double Trouble                   | La doppia me               | 22 luglio 2014 | 16 marzo 2015    |
| 12 | The Emma Squad                   | Invasione di cloni         | 23 luglio 2014 | 17 marzo 2015    |
| 13 | Missminion                       | La scoperta della verità   | 24 luglio 2014 | 18 marzo 2015    |
| 14 | The Breakup                      | La nuova Giulietta         | 25 luglio 2014 | 19 marzo 2015    |
| 15 | Emma Wants a Cracker             | In cerca di Emma           | 28 luglio 2014 | 20 marzo 2015    |
| 16 | Stormageddon                     | La tempesta                | 29 luglio 2014 | 23 marzo 2015    |
| 17 | About a Wizard                   | L'amore vince sui poteri   | 30 luglio 2014 | 24 marzo 2015    |
| 18 | Beach Birthday Bash              | Il compleanno in spiaggia  | 31 luglio 2014 | 25 marzo 2015    |
| 19 | Zombie Boyfriend                 | Phillip                    | 1º agosto 2014 | 26 marzo 2015    |
| 20 | Once Upon a Spell                | non trasmesso              | 4 agosto 2014  | non trasmesso    |
| 21 | Andi & Philip, Sittin' in a Tree | Il ballo di Phillip        | 5 agosto 2014  | 27 marzo 2015    |
| 22 | BF-Never                         | Il nuovo portale           | 6 agosto 2014  | 30 marzo 2015    |
| 23 | The Abyss                        | Alleanza crudele           | 7 agosto 2014  | 31 marzo 2015    |
| 24 | I'll Stop the World              | Dominerò il mondo          | 8 agosto 2014  | 1º aprile 2015   |
| 25 | Emma vs. Emma                    | Lo scontro finale          | 8 agosto 2014  | 2 aprile 2015    |

## Il nuovo studente
- Titolo originale: Jax of Hearts
- Diretto da: Clayton Boen
- Scritto da: Catharina Ledeboer

### Trama
È il secondo anno di liceo all'Iridium High, dove Francisco è il nuovo direttore, e dall'Australia arriva un nuovo studente, Jax Novoa, un mago che mostra subito un interesse per Emma. Quest'ultima, intanto, tiene nascosto a Daniel di aver recuperato i poteri, mentre Maddie che li ha persi del tutto, si rifiuta di tornare a scuola, ma non sa che i suoi poteri sono finiti a sua madre Ursula. Lily dice a Emma che il Concilio delle Streghe non vuole che lei frequenti un essere umano, ma Emma rifiuta di lasciare Daniel.

## Il Concilio delle Streghe
- Titolo originale: Runaway Witch
- Diretto da: Clayton Boen
- Scritto da: Catharina Ledeboer

### Trama
Il Concilio delle Streghe, formato da Agamennone, Desdemona e Ramona, si presenta a casa di Emma e cerca di convincerla a non uscire più con Daniel, ma lei rifiuta. Katie convince Diego a usare i suoi poteri nei momenti in cui Maddie lancia un incantesimo per farle pensare che sia di nuovo una strega e tirarla su di morale. All'improvviso, Ramona scompare, e Agamennone e Desdemona decidono di prendere Lily come sostituta, mandandola ad affrontare un addestramento speciale; Desdemona decide quindi di restare a Miami come Guardiana temporanea di Emma mentre Lily è in addestramento, per aiutarla ad affrontare la Luna Piena delle streghe, una luna che si verifica ogni venti anni e può far impazzire una strega o un mago.

## L'incantesimo d'amore
- Titolo originale: Love Pie Redux
- Diretto da: Clayton Boen
- Scritto da: Catharina Ledeboer

### Trama
Jax rivela a Emma di essere uno stregone, mentre Katie, Sophie e Diego fanno credere a Maddie che ha recuperato i suoi poteri, ma vengono scoperti. Ursula lancia un incantesimo d'amore su una torta che fa mangiare a Francisco, che si innamora di lei, e la coppia annuncia il proprio matrimonio a Emma e Maddie, che ne restano sconvolte.

## Maddie e i poteri di Diego
- Titolo originale: Powers by Proxy
- Diretto da: Clayton Boen
- Scritto da: Catharina Ledeboer

### Trama
Maddie e Emma uniscono le forze per dividere i loro genitori perché non vogliono essere sorelle, mentre Jax usa la magia per rendere Daniel ancora più antipatico a Francisco, e Diego accetta di continuare a compiere incantesimi al posto di Maddie. Tommy e Rob, i fratellini di Daniel, mangiano la torta dell'amore che Ursula ha dato a Francisco e s'innamorano di Andi. Daniel compete contro Jax alle selezioni per trovare il nuovo membro degli Squali, ma Andi, attraverso un paio di occhiali che rivelano incantesimi, capisce che Jax sta usando la magia per nuotare più velocemente, scoprendo che è uno stregone.

## Matrimonio scongiurato
- Titolo originale: The Fool Moon
- Diretto da: Clayton Boen
- Scritto da: Catharina Ledeboer e Gloria Shen

### Trama
Andi, scoperto che Jax è uno stregone, lo accusa di essere un imbroglione e si rifiuta di accettarlo in squadra, minacciando di denunciarlo al Concilio delle Streghe. Grazie agli occhiali Rivela Incantesimi, Andi scopre anche che c'è un incantesimo sulla torta che Ursula ha portato a Francisco, ed Emma lo spezza, facendo tornare normali suo padre, Tommy e Rob, ma non dice a Maddie di aver usato la magia. Intanto Desdemona ottiene un lavoro a scuola come nuova allenatrice di ginnastica per tenere d'occhio Emma, e le dice che conosceva sua madre, Maria Castillo, che l'aiutò durante la Luna Piena vent'anni prima. Quella notte, la Luna Piena colpisce Desdemona, che la rende malvagia (come successe vent'anni fa), con la voglia di distruggere Emma come vendetta verso la madre defunta di quest'ultima, che la sconfisse.

## Daniel chi
- Titolo originale: Daniel Who?
- Diretto da: Clayton Boen
- Scritto da: Catharina Ledeboer e Gloria Shen

### Trama
Daniel vede Emma lanciare un incantesimo, ma quest'ultima e Jax usano la magia per cancellargli la memoria, ma per sbaglio si dimentica tutto. Emma chiede aiuto a Lily, ma le consiglia di lasciare le cose così per non metterlo più in pericolo, visto che Daniel potrebbe essere preso di mira da qualcuno che punta ai poteri di Emma se restano fidanzati, ma Desdemona, ancora sotto influenza della Luna Piena, consegna il contro-incantesimo a Emma, volendo che un giorno rinunci ai suoi poteri per amore di Daniel. Nel frattempo, Diego cerca di conquistare il perdono di Maddie per aver deciso di non fare più incantesimi al suo posto, mentre Desdemona rivela a Ramona che intende sfruttare il potere dell'ultimo raggio della Luna Piena per distruggere il regno magico e restare l'unica strega al mondo.

## Incantesimi di libertà
- Titolo originale: No Can Do
- Diretto da: Clayton Boen
- Scritto da: Catharina Ledeboer

### Trama
Mentre Maddie decide di scoprire se a Emma sono tornati i poteri, Emma ha difficoltà a controllare i suoi poteri, perché la Luna Piena le fa lanciare incantesimi senza volerlo, trasformando i fratellini di Daniel in criceti. Jax arriva secondo nella gara di nuoto dopo Daniel ed Emma rimane sorpresa nell'apprendere che non ha imbrogliato. Nel frattempo, Diego scopre un nuovo potere che gli permette di fondersi con le cose. Il Concilio delle Streghe, di cui ora anche Lily fa parte, avendo finito l'addestramento, lancia un Ultimatum a Emma, se entro la fine della Luna Piena non lascerà Daniel perderà i suoi poteri per sempre, ma, poiché lei non vuole farlo comunque, Agamennone spedisce Emma e Andi in Siberia come punizione.

## Un salto in Siberia
- Titolo originale: Werewolves in Siberia
- Diretto da: Clayton Boen
- Scritto da: Catharina Ledeboer

### Trama
Dopo essere tornata dalla Siberia con Andi, Emma capisce che Agamennone le ha lanciato diversi incantesimi per farle fare brutte figure davanti a Daniel in modo che lui la lasci; però Jax con l'aiuto dell'Hexoren, annulla l'incantesimo. Jax mette Daniel nei guai rompendo i trofei di nuoto con un incantesimo e Francisco costringe Daniel a partecipare alla recita scolastica. Katie e Sophie sono gelose di Diego perché continua a rubare l'attenzione di Maddie. Intanto Sophie scopre che Ursula ha i poteri di Maddie.

## Pigiama party
- Titolo originale: The No-Sleep Sleepover
- Diretto da: Clayton Boen
- Scritto da: Catharina Ledeboer e Gloria Shen

### Trama
Maddie invita Emma e Andi a un pigiama party a casa sua per spingere Emma a fare un incantesimo. Nel frattempo, Jax, Diego e Daniel creano una trappola e s'intrufolano a casa Van Pelt per usarla per spaventare le ragazze. Gigi causa per sbaglio un blackout e, quando tutti vedono Sophie truccata come uno zombie, si spaventano e credono che ci sia uno zombie vero per casa. Durante il panico generale, Maddie riceve la conferma che Emma ha di nuovo i suoi poteri, mentre i ragazzi riescono a catturare lo zombie e scoprono che è Sophie. La mattina seguente, Emma vede Ursula usare la magia, scoprendo così che ha i poteri di Maddie.

## Emma in punizione
- Titolo originale: Outta Hand
- Diretto da: Clayton Boen
- Scritto da: Catharina Ledeboer e Gloria Shen

### Trama
Maddie scopre che sua madre ha i suoi poteri e vuole riaverli, ma per trasferirli da una persona all'altra serve un conduttore: Sophie e Katie riescono a convincere Diego a offrirsi volontario dicendogli che, se si avvolgerà nella pellicola, non finirà carbonizzato. Emma impara a lanciare incantesimi senza parlare. Jax convince Emma a saltare la scuola, ma, mentre lui manda un proprio clone a seguire le lezioni, Emma viene scoperta e suo padre Francisco le assegna cinque giorni di punizione. Emma si arrabbia con Jax, che allora le spiega di essersi clonato.

## La doppia me
- Titolo originale: Double Trouble
- Diretto da: Clayton Boen
- Scritto da: Catharina Ledeboer

### Trama
Emma decide di clonarsi per andare sia alla conferenza di matematica di Francisco, sia a festeggiare il suo anniversario di fidanzamento con Daniel. L'altra Emma, che ha un carattere ribelle, crea un secondo clone per saltare la conferenza e bacia Jax al Seven,ma Andi li vede, e resta sconvolta credendo che sia la vera Emma. Nel frattempo, Maddie riottiene i suoi poteri da Ursula utilizzando come conduttore la palla scambia-poteri al posto di Diego.

## Invasione di cloni
- Titolo originale: The Emma Squad
- Diretto da: Clayton Boen
- Scritto da: Catharina Ledeboer e Gloria Shen

### Trama
Jax scopre che è stato il clone cattivo di Emma a baciarlo, ma si rifiuta di dire alla vera Emma come far sparire i cloni, mentre Maddie non riesce a eseguire correttamente gli incantesimi. La versione cattiva di Emma crea altri due cloni, mandando in tilt la vita sociale della vera Emma. Emma decide di far sparire tutti i cloni, ma, mentre cerca un contro-incantesimo nell'Hexoren, Daniel arriva a casa Alonso e si ritrova davanti i quattro cloni.

## La scoperta della verità
- Titolo originale: Missminion
- Diretto da: Clayton Boen
- Scritto da: Catharina Ledeboer

### Trama
Daniel scopre che Emma gli ha nascosto di aver riavuto i suoi poteri e rompe con lei. Mentre Emma fa sparire i cloni, Diego aiuta Maddie a riprendere il controllo dei suoi poteri. Intanto Gigi scopre l'esistenza delle streghe e vuole postarlo su Miss Informazione, ma Desdemona la ferma e decide di usare la magia per renderla il suo scagnozzo.

## La nuova Giulietta
- Titolo originale: The Breakup
- Diretto da: Clayton Boen
- Scritto da: Catharina Ledeboer

### Trama
Desdemona fa diventare Gigi il suo braccio destro e decide, con il suo aiuto, di far rimettere insieme Daniel ed Emma, che intanto sono tristi perché si sono lasciati. Con un incantesimo, Desdemona fa venire il raffreddore a Sophie e fa in modo che sia Emma a sostituirla, nella parte di Giulietta, durante le prove per la recita, nella quale Daniel interpreta Romeo. Maddie, Diego e Jax si sfidano a colpi di magia nella mensa e Francisco li punisce obbligandoli a partecipare alla recita. Per difendersi da uno scherzo dei Terribili Tre, Emma lancia un incantesimo, che però rimbalza contro uno specchio e la trasforma in un pappagallo.

## In cerca di Emma
- Titolo originale: Emma Wants a Cracker
- Diretto da: Clayton Boen
- Scritto da: Catharina Ledeboer e Gloria Shen

### Trama
Andi chiede aiuto a Jax per riportare Emma alla normalità, facendo così scoprire a Daniel che il ragazzo è uno stregone, ma l'incantesimo alla fine viene compiuto da Maddie perché Jax ha paura dei volatili. Intanto Lily confessa a Daniel che il concilio ha detto a Emma di lasciarlo, o le avrebbero tolto i poteri, ma che lei si rifiutava. Maddie crede che Emma abbia trasformato la sua faccia in un anello dell'umore che cambia colore a seconda delle sue emozioni, soprattutto quello che prova per Diego. Desdemona dice ad Agamennone di aver scoperto che qualcuno vuole distruggere il regno magico con l'ultimo raggio della Luna Piena e vuole incastrare Lily, ritendola poco adatta al Concilio perché è una strega senza poteri e; poi, fa in modo che Emma e Daniel vadano a scuola, e fa scatenare una tempesta magica su Miami per intrappolarli nell'edificio, sperando di farli riappacificare.

## La tempesta
- Titolo originale: Stormageddon
- Diretto da: Clayton Boen
- Scritto da: Catharina Ledeboer

### Trama
Desdemona scatena una tempesta che colpisce tutta Miami per intrappolare Daniel ed Emma a scuola e farli rimettere insieme, in modo che la ragazza rinunci ai suoi poteri; tuttavia, Emma rimane a scuola con Jax nell'ufficio del direttore, dove scoprono che lo stanzino segreto dell'ex preside Torres esiste ancora e vi trovano una guida che spiega come utilizzare gli ultimi raggi della Luna Piena per distruggere il regno magico. Nel frattempo, Andi e Diego sono intrappolati al Seven, Maddie e Daniel a casa Miller, e Ramona riesce a fuggire dal limbo. Osservando da uno schermo magico quello che fanno Emma e Jax a scuola, Desdemona scopre che hanno clonato se stessi, infrangendo la legge magica, e lo confessa ad Agamennone per togliere i poteri a Emma.

## L'amore vince sui poteri
- Titolo originale: About a Wizard
- Diretto da: Clayton Boen
- Scritto da: Catharina Ledeboer e Gloria Shen

### Trama
Jax mente al Concilio delle Streghe dicendo di essere stato lui a creare i cloni di Emma perché voleva una Prescelta da comandare, e Agamennone gli toglie i poteri. Emma, colpita dal gesto di Jax, lo bacia e Daniel assiste alla scena. Sophie e Maddie vogliono organizzare una festa a sorpresa per Katie, che però inizia a credere che le amiche non si ricordino del suo compleanno, e decide di lasciare le Pantere. Perseguendo il suo scopo di far rimettere insieme Daniel ed Emma, Desdemona decide di far ingelosire la ragazza e convince Sophie che, facendole credere che serve per aiutarla a recitare meglio Giulietta, debba accompagnare Daniel alla festa in spiaggia per Katie e fingere di essere la sua fidanzata. Intanto, Desdemona trova Ramona e la rispedisce nel limbo.

## Il compleanno in spiaggia
- Titolo originale: Beach Birthday Bash
- Diretto da: Clayton Boen
- Scritto da: Catharina Ledeboer

### Trama
Desdemona fa un incantesimo durante la festa in spiaggia per Katie per far innamorare tutte le ragazze di Daniel e ingelosire Emma. Quest'ultima, però, capisce che è opera della magia e spezza l'incantesimo, mentre Katie ritorna nelle Pantere quando scopre che Sophie e Maddie non si sono dimenticate di lei, ma le hanno organizzato una festa di compleanno in spiaggia. Più tardi Emma teletrasporta lo Zombie preferito del Videogioco di Andi, fuori dal gioco.

## Phillip
- Titolo originale: Zombie Boyfriend
- Diretto da: Clayton Boen
- Scritto da: Catharina Ledeboer e Gloria Shen

### Trama
Per salvarlo dall'essere distrutto, Emma porta nel mondo reale Phillip, uno zombie dal videogioco preferito di Andi, e acconsente a non rimandarlo indietro a patto che non faccia del male a nessuno. Intanto Desdemona riesce a incastrare Lily per il suo piano per distruggere il mondo magico e Agamennone la spedisce nel limbo. Ursula non vuole che Maddie esca con Diego perché è un Kanay, ma la ragazza non la ascolta e si vede con lui in segreto. Gli studenti dell'Iridium High mettono in scena Romeo e Giulietta e Daniel rimane vittima dello scherzo dei Terribili Tre.

## Il ballo di Phillip
- Titolo originale: Andi & Philip, Sittin' in a Tree
- Diretto da: Clayton Boen
- Scritto da: Catharina Ledeboer e Gloria Shen

### Trama
Andi aiuta Phillip a integrarsi a scuola e sembrare un umano, ma lo zombie inizia a manifestare dei comportamenti aggressivi e cerca di mordere Francisco e Gigi. Quando Phillip, poi, cerca di mordere Sophie al Seven, Emma lo rimanda nel gioco e Andi ne resta delusa. Intanto Agamennone scopre l'inganno di Desdemona, ma la strega lo attacca e lo fa sparire.

## Il nuovo portale
- Titolo originale: BF-Never
- Diretto da: Clayton Boen
- Scritto da: Catharina Ledeboer

### Trama
Andi non vuole più essere amica di Emma per aver rimandato Phillip nel videogioco, intanto Diego scopre di riuscire a creare un portale, ignaro che il portare porti al Limbo, e Lily e Ramona ne approfittano per inviare una richiesta d'aiuto, Jax cerca di irrompere nella sede del Concilio per riprendersi i suoi poteri perché suo padre vuole che domini tutto il mondo magico sfruttando Emma, anche se Jax non vorrebbe farle del male. Desdemona spedisce Agamennone negli Abissi, un luogo dove finiscono tutti gli oggetti smarriti. li trova il clone cattivo di Emma, che finge di essere la vera Emma per riuscire a scappare insieme a lui: solo quando escono, Agamennone scopre la verità.

## Alleanza crudele
- Titolo originale: The Abyss
- Diretto da: Clayton Boen
- Scritto da: Catharina Ledeboer e Gloria Shen

### Trama
L'Emma malvagia invia Agamennone nel limbo, dal quale Ramona e Lily riescono a mandare un messaggio di aiuto tramite un portale creato da Diego. Emma lascia Jax, che decide di usare Andi per riavere i poteri, facendole credere che poi farà tornare Phillip, ma, quando ci riescono, Andi scopre di essere stata ingannata. L'Emma cattiva spedisce Emma e Daniel negli Abissi, dove i due si baciano e si rimettono insieme. Più tardi Jax libera Gigi dal controllo di Desdemona, e lui e L'Emma Malvagia propongono a Desdemona di formare un'alleanza.

## Dominerò il mondo
- Titolo originale: I'll Stop the World
- Diretto da: Clayton Boen
- Scritto da: Catharina Ledeboer

### Trama
Desdemona, Jax e L'Emma Malvagia si alleano per distruggere il Regno Magico. Andi chiede aiuto a Maddie e le Pantere per liberare Daniel ed Emma dagli Abissi. Sophie viene teletrasportata negli Abissi con una chiave, creata dai Terribili Tre, per aprire la porta ed Emma e Daniel vengono liberati. Emma e Andi fanno pace, e insieme a Daniel, Maddie, Katie e Sophie cercano di elaborare un piano per fermare Desdemona, Jax ed Emma cattiva. Intanto Desdemona va al Seven per attaccare Diego e Gigi.

## Lo scontro finale
- Titolo originale: Emma vs. Emma
- Diretto da: Clayton Boen
- Scritto da: Catharina Ledeboer

### Trama
Maddie salva Diego e Gigi da Desdemona, e Diego apre un portale che permette a Maddie di raggiungere il limbo e liberare Lily, Ramona e Agamennone, mentre Jax e L'Emma Malvagia trasformano Francisco in un pesce e costringono Emma a dar loro i suoi poteri per salvarlo. Durante la battaglia quando l'effetto della Luna Piena svanisce, Desdemona torna normale, ma L'Emma malvagia continua il piano per distruggere il regno magico, rivoltandosi contro Jax, che ridà i poteri a Emma, permettendole di sconfiggere il proprio clone, durante lo battaglia si apre un portale che comincia a risucchiare tutte le creature magica, e L'Emma Malvagia viene risucchiata al suo interno e scompare, Jax chiede scusa a Emma, e lei lo perdona.